# Gene Okerlund
Eugene "Mean Gene" Okerlund (Robbinsdale, 29 de novembro de 1942 — 2 de janeiro de 2019) foi um repórter e comentarista de wrestling profissional estadunidense, mais conhecido por seu trabalho na World Wrestling Federation (WWF) e World Championship Wrestling (WCW). Ele foi introduzido ao Hall da Fama da WWE em 2006 por Hulk Hogan. Okerlund possuia um emprego vitalício na WWE (antiga WWF), apresentando o WWE Classics on Demand, WWE Vintage Collection e realizando aparições ocasionais nos programas de televisão da companhia.

## Carreira no wrestling profissional

### American Wrestling Association
Ele deixou a indústria do rádio por uma posição na American Wrestling Association (AWA) no início da década de 1970, substituindo ocasionalmente o locutor e repórter Marty O'Neill, eventualmente tornando-se o substituto permanente de O'Neill ao fim da década.

### World Wrestling Federation (1984–1993)
Ele ficaria na AWA até o fim de 1983, quando se uniria a World Wrestling Federation (WWF). Ele ficaria na companhia por nove anos como repórter e apresentador de programas como All-American Wrestling e Tuesday Night Titans.
Em 1984, Okerlund e Hulk Hogan enfrentaram Mr. Fuji e George Steele em Minneapolis. Ele deveria ficar no córner e deixar Hogan lutar. No entanto, após cumprimentar Hogan, Okerlund foi forçado a entrar na luta. Ele conseguiu colocar Hogan novamente na luta. Ele fez o pinfall em Fuji para vencer.
Em 12 de novembro de 1985, Okerlund, com Hulk Hogan, Bobby Heenan, Ricky Steamboat, Davey Boy Smith, Corporal Kirchner, Dynamite Kid e Big John Studd, apareceu no Esquadrão Classe A.
Okerlund fez parte de um dos mais famosos erros do wrestling. No SummerSlam de 1989, Okerlund deveria entrevistar o Campeão Intercontinental Rick Rude e o manager de Rude, Bobby Heenan antes da defesa de título de Rude contra The Ultimate Warrior quando o cenário despencou. Vince McMahon pôde ser ouvido reclamando e Okerlund, dizendo "Fuck it!" e outros xingamentos. A câmera foi cortada para os comentaristas Tony Schiavone e Jesse "The Body" Ventura. Mais tarde, Okerlund realizou a entrevista. Em uma entrevista, Okerlund explicou que o erro havia sido gravado anteriormente e a fita foi exibida erroneamente.

### World Championship Wrestling (1993–2001)
Após o SummerSlam de 1993, ele deixou a WWF, dizendo nunca ter recebido uma nova proposta de trabalho. Okerlund tornou-se repórter na World Championship Wrestling (WCW). Seu contrato com a WCW expirou e ele ficou fora da televisão por alguns meses na primavera de 1996. Mike Tenay assumiu as funções de Okerlund durante esse período. Okerlund ficou com a WCW até esta ser comprada pela WWF em 26 de março de 2001.
Durante uma entrevista que Okerlund conduziu com Booker T, Stevie Ray e Sister Sherri no Spring Stampede, Booker acidentalmente chamou Hulk Hogan de "nigga".
Sempre considerado um comentarista neutro, ele assumiu o personagem de "velho safado" a mando de Vince Russo na WCW. Ele olharia para os seios das mulheres que entrevistava e paqueraria a repórter e comentarista Pamela Paulshock.
Okerlund e Buff Bagwell enfrentaram Chris Kanyon e Mark Madden, com Okerlund e Bagwell vencendo. Na semana seguinte, Okerlund derrotou Madden.

### Retorno a WWF/E (2001–2019)

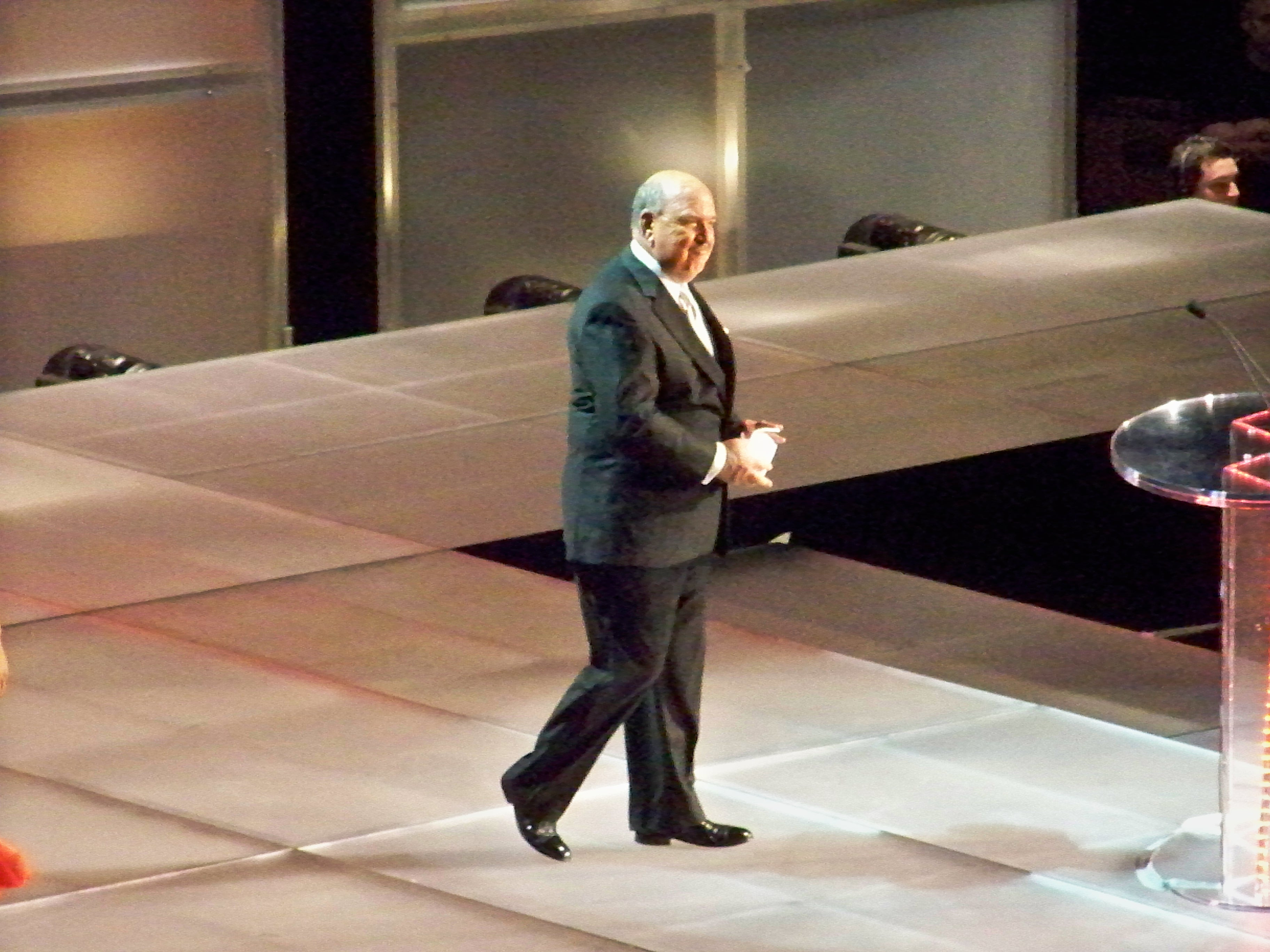
Gene na cerimônia do Hall da Fama da WWE.

Okerlund retornou a WWF (renomeada WWE em 2002). Seu primeiro trabalho pós-WCW foi como comentarista da Battle Royal do WrestleMania X-Seven em 1 de abril de 2001, com Bobby "The Brain" Heenan. Ele passaria a apresentar o WWE Confidential em 2002, o fazendo durante dois anos.
Gene também apresentou a série semanal WWE Madison Square Garden Classics, na MSG Network, com lutas clássicas da WWE no Madison Square Garden. Ele também apresenta a sessão do Hall da Fama do WWE Classics on Demand.
Okerlund foi introduzido ao Hall da Fama da WWE em 1 de abril de 2006 por Hulk Hogan. Durante seu discurso, ele citou Bobby Knight, requisitando ser enterrado de bruços, para que os críticos pudessem "beijar seu traseiro".
Em junho de 2008, Okerlund passou a apresentar a WWE Vintage Collection, um programa que exibe lutas da WWE Video Library.
Em 4 de abril de 2009, na noite anterior ao WrestleMania XXV, Okerlund introduziu Howard Finkel ao Hall da Fama da WWE.
No Raw de 7 de junho de 2010, Okerlund ajudou a salvar Quinton Jackson, que havia sido sequestrado (na história) por Ted DiBiase, Jr., Virgil, Irwin R. Schyster e Roddy Piper.
Okerlund conduziu entrevistas durante o Raw "Old School" de 15 de novembro de 2010, entrevistando Bob Orton, John Cena, Randy Orton, membros do The Nexus e Mae Young. Okerlund também apareceu em segmentos promovendo produtos da WWE. Ele fez uma aparição no Wrestlemania XXVII, em um segmento nos bastidores com The Rock e Pee-wee Herman.
Em 10 de abril de 2012, durante o WWE Smackdown: Blast from the Past participou de sua primeira luta desde 2000, aliando-se a Sheamus para derrotar Daniel Bryan e Alberto Del Rio. No Raw de 17 de dezembro, Okerlund apresentou o Slammy Award por Luta do Ano com Jim Ross e Ricky Steamboat. No Raw Old School, em 4 de março de 2013, Okerlund foi o anfitrião da festa de 90 anos de Mae Young.

## Vida pessoal
Em seus dias na AWA, Okerlund recebeu a alcunha de "Mean Gene" ("Gene Malvado") por Jesse "The Body" Ventura– uma ironia, considerando que Okerlund é tido como uma das pessoas mais amigáveis do wrestling profissional.
Seu nome está ligado a fast food, já que dois de seus sobrinhos fundaram o "Mean Gene's Burgers", que localiza-se em campus como o da Universidade Duke e West Virginia University, assim como a "Mean Gene's Pizza", localizada em diversas pistas de boliche. No início de 2006, Okerlund e a companhia Hot Stuff Foods, dona da marca, separaram-se, impossibilitando que Okerlund usasse o nome "Mean Gene" em cadeias alimentícias.
Okerlund casou-se com Jeanne em 27 de março de 1964 e tem dois filhos. O filho de Gene, Todd jogou hockey na Universidade de Minnesota de 1983 até 1987.
Em 18 de outubro de 2004, Okerlund submeteu-se um transplante de rim.

## Morte
Okerlund faleceu no dia 2 de janeiro de 2019, aos 76 anos de idade.

## No wrestling
- Alcunhas
  - "Mean Gene"

- Temas de entrada
  - "Tutti Frutti" por Little Richard

## Títulos e prêmios
- Pro Wrestling Report
  - Prêmio PRW por Realização de Vida (2011)

- World Wrestling Entertainment
  - Slammy Award por Melhor Comentarista (1986)
  - Slammy Award por Melhor Cabeça (1987) com Bam Bam Bigelow
  - Hall da Fama da WWE (Classe de 2006)